# Shafferograptis
Shafferograptis is een geslacht van vlinders uit de familie van de Tortricidae (Bladrollers). Het geslacht werd voor het eerst wetenschappelijk beschreven door Tuck & Razowski in 2012.

## Soorten
Het genus is monotypisch en bevat alleen de volgende soort:

- Shafferograptis michaeli Tuck & Razowski, 2012